# (73437) 2002 MJ2
(73437) 2002 MJ2 – planetoida z pasa głównego asteroid okrążająca Słońce w ciągu 5,33 lat w średniej odległości 3,05 j.a. Odkryta 16 czerwca 2002 roku.